# بيرني سنايدر
بيرني سنايدر (بالإنجليزية: Bernie Snyder)‏ هو لاعب كرة قاعدة أمريكي، ولد في 25 أغسطس 1913 في فيلادلفيا في الولايات المتحدة، وتوفي في 15 أبريل 1999 في Havertown, Pennsylvania ‏ في الولايات المتحدة.

## وصلات خارجية
- بيرني سنايدر على موقعبيزبول رفرنس.كوم (الدوري الرئيسي) (الإنجليزية)